# لوميار (مترو باريس)
لوميار (بالفرنسية: Laumière)‏ هي محطة مترو تابعة لمترو باريس تقع في فرنسا في الدائرة التاسعة عشرة في باريس.[بحاجة لمصدر]